# Kosezi
Kosezi (sloven. kosezi, kasezi, kazasi; lat. libertini, arimani, rustici liberti, katkad nobiles; njem. Edlinger, Ritter, Gepawer), srednjovjekovni društveni sloj u Koruškoj, Kranjskoj i Štajerskoj, koji se još u karantansko doba uzdignuo iznad običnih slobodnjaka.

## Etimologija
Ime kosezi nastoji se objasniti na više načina pa se tako izvodi iz avarskog jezika u značenju vojnog plemstva, ali i iz germanskih, slavenskih i italskih jezika. Ime se vezuje i uz najstariju povijest Hrvata, budući da se u tradiciji o doseljenju Hrvata zapisanoj u kronici De administrando imperio iz 10. stoljeća spominje Koseg (grč. Koséntzes) kao jedan od sedmero braće i sestara.

## Povijest

### Kneževina Karantanija
Koseška oružana skupina bila je temelj kneževe vlasti u Karantaniji, a kosezi su imali pravo odlučivanja pri izboru i ustoličenju novog kneza na Gosposvetskom polju. Još u karantansko doba bili su izdignuti iznad položaja slobodnjaka te su tvorili početak nastanka domaćeg staleža feudalaca. U ratnim sukobima služili su knezu kao konjanici i pješaci koji su činili njegovu oružanu skupinu.

### Pod stranom vlašću
Poslije gubitka unutrašnje slavenske samouprave u Karantaniji, vlast su preuzeli bavarski i franački feudalci, a s njima je primat preuzelo strano plemstvo. U 9. stoljeću dio koseza je bio uključen u plemstvo, ali su domaći feudalci iz redova koseza bili većinom svedeni na razinu nižeg plemstva. U Koruškoj su bili zadržali posebna prava pri ustoličenju vojvode njemačkog podrijetla te su ostali zaseban sloj usko povezan s vojvodom. U 13. stoljeću dio njih je postao građanima, a dio je zapao u vlastelinsko podložništvo, iako su zadržali neka posebna prava. Međutim, u 16. stoljeću su, uz rijetke iznimke, izgubili nekadašnje privilegije i bili svedeni na položaj kmetova.

## Vanjske poveznice
- Kosezi - Hrvatska enciklopedija
- Kosezi (kasezi, kasazi) - Proleksis enciklopedija